# Catch Me If You Can (film, 1989)
Pour les articles homonymes, voir Catch Me If You Can.
Pour plus de détails, voir Fiche technique et Distribution.
Catch Me If You Can est un film réalisé par Stephen Sommers, sorti le 28 juillet 1989 aux États-Unis. Ce film marque les débuts de Sommers en tant que réalisateur. Tourné principalement à St. Cloud, Minnesota, où le cinéaste a grandi, le film raconte une histoire axée sur des étudiants de lycée qui tentent de sauver leur école en pariant sur une course de voitures illégale. Malgré son petit budget de 800 000 dollars, le film a rencontré un succès modeste à l'étranger, bien qu'il ait été un échec au box-office américain.
Ce film, distinct de celui de Steven Spielberg sorti en 2002, est une comédie américaine légère qui se concentre sur des courses de voitures et des jeunes rebelles en quête de liberté.

## Synopsis
Dans une petite ville américaine, des adolescents se retrouvent plongés dans un univers de compétition et de courses-poursuites automobiles. L’histoire suit les rivalités et les amitiés entre les personnages, avec un ton léger et énergique typique des comédies de l'époque.

## Fiche technique
- Titre original et français : Catch Me If You Can
- Réalisation : Stephen Sommers
- Scénario : Stephen Sommers
- Musique : Tangerine Dream[1]
- Photographie : Rohn Schmidt[2]
- Montage : Bob Ducsay[3]
- Production : Don Schain[4]
- Société de production : Independent (film financé indépendamment)
- Durée : 106 minutes[5]
- Langue : Anglais
- Pays :  États-Unis
- Budget : 800 000 $[6]
- Box-office : États-Unis: 3 686 dollars[7]
- Date de sortie : 28 juillet 1989 (États-Unis)

## Distribution
- Matt Lattanzi : Dylan Malone
- Loryn Locklin : Melissa Hanson
- Grant Heslov : Nevil
- Geoffrey Lewis : Mr. Johnson
- M. Emmet Walsh : Johnny Phatmun

L'ensemble du casting est trouvable sur IMDb.

## Accueil

### Présentation à Cannes
Le film a effectivement été présenté dans une section parallèle au Festival de Cannes 1989, attirant l’attention sur le jeune réalisateur Stephen Sommers. Ce fut une belle opportunité pour lui, contribuant à lancer sa carrière.

### Style
Le film est marqué par une ambiance typique des années 80, avec une bande-son dynamique et des scènes de courses exaltantes. Bien qu’il ne soit pas aussi connu que ses œuvres ultérieures comme La Momie, Catch Me If You Can montre déjà l'énergie et l’amour du spectacle qui caractérisent le style de Stephen Sommers.